# Symeria epiphytidis
Symeria epiphytidis är en insektsart som först beskrevs av William Miles Maskell 1885.  Symeria epiphytidis ingår i släktet Symeria och familjen pansarsköldlöss. Inga underarter finns listade i Catalogue of Life.